# Iñaki Mazza
Iñaki Iriartes Mazza (Río Grande, 13 de octubre de 2000) es un rider de bmx freestyle argentino.

## Biografía
Iñaki Mazza empezó su aventura de BMX FREESTYLE, con tan solo 3 años, imitando a su hermano mayor Tomas Mingorance, que ya vivía el estilo de vida extremo. Iñaki creció en la ciudad de Rio Grande, Tierra del Fuego, y allí empezó a armar su rampas caseras y a construir sus propios saltos de tierra en descampados. Sus hermanos influenciaron a Iñaki con videos de los mejores riders del mundo, como Dave Mirra, Jay Miron, Chase Hawk, Nicholi Rogatkin, Garret Reynolds, Dennis Enarson. Así es como Iñaki empezó a respirar el mundo del Bmx Freestyle, creciendo a la par de esta familia Mundial.
A los nueve años compitió por primera vez a nivel nacional en Buenos Aires. A los diez años comenzó en la categoría amateur contra rivales que lo duplicaban en edad.
En 2017 ganó dos fechas de la Copa del Mundo BMX Freestyle FISE realizadas en Budapest, Hungría y en Edmonton, Canadá.
En 2018 repitió el primer puesto en las fechas realizadas en Montpellier, Francia y en Edmonton, Canadá.
Obtuvo la medalla de oro en BMX Free Style mixto en dupla con  Agustina Roth, en los Juegos Olímpicos de la Juventud 2018. Su compañera Agustina Roth clasificó segunda y él primero lo que le permitió al equipo igualar puntaje con Alemania y ambos equipos compartir la medalla de oro.

## Vida personal
Es hijo de la folklorista santiagueña Candela Mazza y del pianista Denis Iriartes . Tiene hermanos mayores que lo animaron a practicar el deporte construyéndole su primera bicicleta cuando Iñaki tenía 3 años.